# Dialan sur Chaîne
Dialan sur Chaîne est, depuis le 1er janvier 2017, une commune française située dans le département du Calvados en région Normandie. De statut administratif commune nouvelle, elle est peuplée de 1 009 habitants.

## Géographie
La commune regroupe les anciennes communes de Jurques et du Mesnil-Auzouf, qui deviennent des communes déléguées, le 1er janvier 2017. Son chef-lieu se situe à Jurques.

### Hydrographie
La commune est située dans le bassin Seine-Normandie. Elle est drainée par la Seulles, l'Odon, le ruisseau des Parcs, le Courbencon, le cours d'eau 01 de la Paillole, le fossé 01 de la Cabotière, le fossé 01 de la Groudière, le fossé 01 de la Toutannerie, le ruisseau de la Chaine, le cours d'eau 01 de la commune de Jurques, le fossé 02 du Pissot, le fossé 01 de Montpied, le cours d'eau 01 de la Ronde Fougère, le fossé 01 du Parc au Prêtre, la Seulline et divers autres petits cours d'eau,.
La Seulles, d'une longueur de 72 km, prend sa source dans la commune  et se jette  dans la baie de Seine à Courseulles-sur-Mer, après avoir traversé 31 communes. 
L'Odon, d'une longueur de 47 km, prend sa source dans la commune des Monts d'Aunay et se jette  dans l'Orne à Fleury-sur-Orne, après avoir traversé 20 communes. 

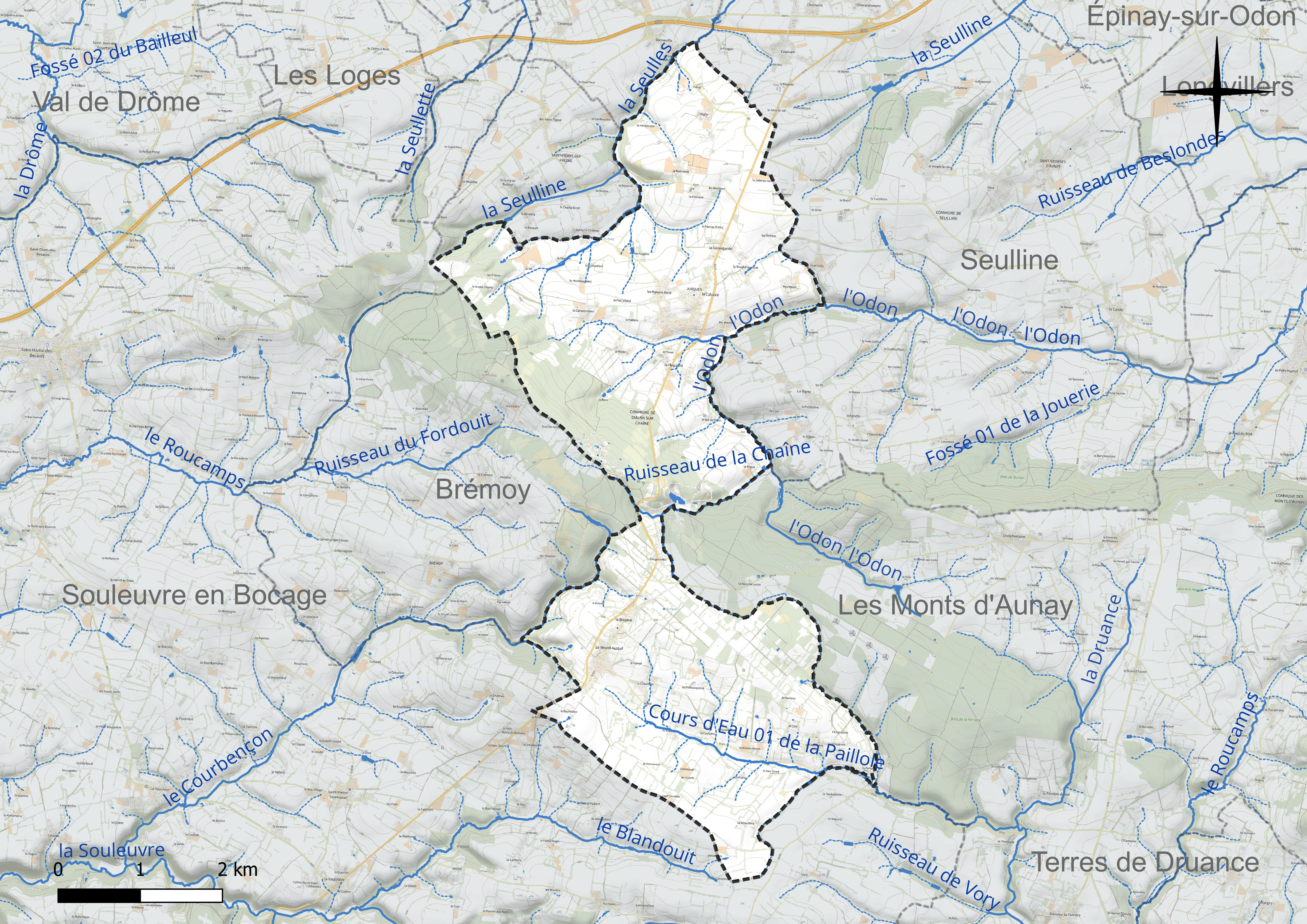
Réseau hydrographique de Dialan sur Chaîne.

### Climat
Pour des articles plus généraux, voir Climat de la Normandie et Climat du Calvados.
En 2010, le climat de la commune est de type climat océanique franc, selon une étude du CNRS s'appuyant sur une série de données couvrant la période 1971-2000. En 2020, Météo-France publie une typologie des climats de la France métropolitaine dans laquelle la commune est exposée à un climat océanique et est dans la région climatique Normandie (Cotentin, Orne), caractérisée par une pluviométrie relativement élevée (850 mm/a) et un été frais (15,5 °C) et venté. Parallèlement le GIEC normand, un groupe régional d'experts sur le climat, différencie quant à lui, dans une étude de 2020, trois grands types de climats pour la région Normandie, nuancés à une échelle plus fine par les facteurs géographiques locaux. La commune est, selon ce zonage, exposée à un « climat contrasté des collines », correspondant au Bocage normand, bien arrosé, voire très arrosé sur les reliefs les plus exposés au flux d'ouest, et frais en raison de l'altitude.
Pour la période 1971-2000, la température annuelle moyenne est de 10,2 °C, avec  une amplitude thermique annuelle de 12,9 °C. Le cumul annuel moyen de précipitations est de 984 mm, avec 13,9 jours de précipitations en janvier et 8,7 jours en juillet. Pour la période 1991-2020, la température moyenne annuelle observée sur la station météorologique la plus proche, située sur la commune de Seulline à 5 km à vol d'oiseau, est de 11,3 °C et le cumul annuel moyen de précipitations est de 992,2 mm,. Pour l'avenir, les paramètres climatiques de la commune estimés pour 2050 selon différents scénarios d'émission de gaz à effet de serre sont consultables sur un site dédié publié par Météo-France en novembre 2022.

## Urbanisme

### Typologie
Au 1er janvier 2024, Dialan sur Chaîne est catégorisée commune rurale à habitat dispersé, selon la nouvelle grille communale de densité à 7 niveaux définie par l'Insee en 2022.
Elle est située hors unité urbaine. Par ailleurs la commune fait partie de l'aire d'attraction de Caen, dont elle est une commune de la couronne,. Cette aire, qui regroupe 296 communes, est catégorisée dans les aires de 200 000 à moins de 700 000 habitants,.

## Toponymie
Dialan sur Chaîne : nom de commune, fondé en 2017 sur le nom d'un monument mégalithique : la pierre Dialan ou pierre Yollan. Il est à noter que dans l'arrêté préfectoral instituant la commune nouvelle, la graphie de celle-ci s'avère non conforme aux règles de typographie française ;  la commune aurait dû en effet se nommer « Dialan-sur-Chaîne ».
En 1902, le préhistorien Léon Coutil écrit : « Après avoir visité les mégalithes du Calvados, nous pouvons affirmer que le monument de Jurques, la Pierre Dyalan, est simplement un bloc erratique de quartz portant un nom bizarre ». Effectivement, il n'existe pas d'explication étymologique de ce nom.
Le ruisseau la Chaîne, en limite étroite entre les deux communes déléguées, est un affluent de l'Odon, donc un sous-affluent de l'Orne.

## Histoire
Le 1er janvier 2017, Jurques et Le Mesnil-Auzouf deviennent les communes déléguées de la commune nouvelle de Dialan sur Chaîne.

## Politique et administration
| Nom              | Code Insee | Intercommunalité          | Superficie (km2) | Population (dernière pop. légale) | Densité (hab./km2) |
| ---------------- | ---------- | ------------------------- | ---------------- | --------------------------------- | ------------------ |
| Jurques (siège)  | 14347      | CC Aunay Caumont Intercom | 12,69            | 665 (2021)                        | 52                 |
| Le Mesnil-Auzouf | 14413      | CC Aunay Caumont Intercom | 9,24             | 347 (2021)                        | 38                 |

### Liste des maires
| Période         | Période  | Identité         | Étiquette | Qualité                                                                                           |
| --------------- | -------- | ---------------- | --------- | ------------------------------------------------------------------------------------------------- |
| 11 janvier 2017 | En cours | Jean-Yves Brécin |           | Inspecteur des sites à la Direction régionale de l'environnement, de l'aménagement et du logement |

## Population et société

### Démographie
L'évolution du nombre d'habitants est connue à travers les recensements de la population effectués dans la commune depuis sa création.
En 2022, la commune comptait 1 009 habitants, en évolution de −5,61 % par rapport à 2016 (Calvados : +1,58 %, France hors Mayotte : +2,11 %).
| 2015  | 2020  | 2022  |
| ----- | ----- | ----- |
| 1 078 | 1 027 | 1 009 |

## Culture locale et patrimoine
- Église Notre-Dame de Jurques.
- Église Saint-Christophe du Mesnil-Auzouf.